# Otto Hantke
Otto Hantke (* 21. Januar 1907 Katscher, Kreis Leobschütz, Provinz Schlesien; † 18. November 1986 in Duisburg) war ein deutscher SS-Unterscharführer und Kommandant des SS-Arbeitslagers Budzyń und des KZ Poniatowa sowie Aufseher im Arbeitslager an der Ulica Lipowa in Lublin und im KZ Stutthof. 1974 wurde er wegen des Mordes an vier Juden zu einer lebenslangen Haftstrafe verurteilt.

## Leben
Hantke war der Sohn eines Webermeisters, hatte 11 Geschwister und wuchs in ärmlichen Familienverhältnissen auf. Nach dem Besuch der Volksschule absolvierte er ab 1921 eine Lehre als Verkäufer im Textilhandel und arbeitete bis 1929 in seinem Beruf, anschließend begleitete er seinen Vater, der umherreisender Textilhändler war. 1933 wurde er Mitglied der SS, heiratete im selben Jahr und hatte zwei Töchter. Am 17. Juli 1937 beantragte die Aufnahme in die NSDAP und wurde rückwirkend zum 1. Mai desselben Jahres aufgenommen (Mitgliedsnummer 4.544.557).
Zu Beginn des Zweiten Weltkrieges wurde Hantke von der allgemeinen SS als Sturmmann zunächst nach Oppeln und dann mit etwa 40 bis 50 Mann nach Wielun abkommandiert, wo er Kaufmann in einer Warenhandelsgenossenschaft war. Nach seiner Versetzung nach Lublin machte er Wachdienst beim dortigen SS- und Polizeiführer und Außendienst am Gefängnis. Etwa Mitte 1940 wurde er in das Arbeitslager an der Ulica Lipowa in Lublin versetzt, wo er bis zum Überfall auf die Sowjetunion 1941 beim Aufbau des Lagers mitbeteiligt war. Im August 1942 war er bei der Liquidierung des Warschauer Ghettos beteiligt, wo er die Verladung der Juden in Eisenbahnwaggons überwachte. Im Rahmen dieser Evakuierung erschoss Hantke den gehbehinderten Jude David Chajkin mit seiner Pistole. Von September bis Dezember 1942 war Hantke erster Kommandant des SS-Arbeitslagers Budzyń. Dessen Insassen wurden als Zwangsarbeiter vorwiegend für die Heinkel-Flugzeugwerke eingesetzt. Kurz nach der Übernahme des Lagers erkrankten vier jüdische Häftlinge an Typhus. Hantke erschoss die Erkrankten daraufhin in einer Grube außerhalb des Lagers, da diese infolge ihrer Krankheit nicht mehr arbeitsfähig waren und ihm die Ermordung als einfachstes Mittel erschien, die Ausbreitung der Krankheit zu verhindern.
In die Waffen-SS wurde Hantke zunächst als Sturmmann übernommen und im Sommer 1942 anlässlich eines Besuches von Heinrich Himmler in Lublin zum Unterscharführer der Waffen-SS befördert.
Da er beim SS- und Polizeiführer in Lublin Odilo Globocnik im Ruf stand, ein „guter Organisator“ zu sein, wurde er von diesem in das nahegelegene Kraśnik abkommandiert. Dort war er für die „Selektionen“ bei der endgültigen Liquidation des dortigen Ghettos im November 1942 gemäß den Befehlen von Christian Wirth, dem Inspektor der „Aktion Reinhardt“, verantwortlich.  Hantke suchte aus den noch in der Stadt verbliebenen Juden etwa 150 Personen für das Lager Budzyń aus. Als diese Juden begannen, in zwei leere Eisenbahnwaggons hineinzugehen, wurden sie von Hantke zurückgerufen und mussten sich noch einmal in einer Kolonne aufstellen. Hantke erklärte, es sei bei dieser Gruppe noch „zuviel Scheisse dabei“ und führte eine erneute Selektion durch, bei der weitere 50 Leute ausgesondert wurden, die übrigen Personen wurden in das Vernichtungslager Belzec verbracht. Später schickte er 50 Gefangene aus Budzyń nach Zaklików, wo diese ermordet wurden.
Von Mai bis Sommer 1943 war Hantke als Nachfolger von Birmes-Schulten zweiter Kommandant des Konzentrationslagers Poniatowa, einem Außenlager des KZ Majdanek. Nach Aussagen von Holocaust-Überlebenden wurden die Gefangenen von ihm brutal misshandelt. Während der Niederschlagung des Aufstands im Warschauer Ghetto koordinierte Hantke im Mai 1943 die Deportation der Juden nach Poniatowa. Sein Nachfolger als Kommandant von Poniatowa war Gottlieb Hering, der zuvor Kommandant des Vernichtungslagers Belzec gewesen war.
Im Sommer 1943 wurde Hantke nach Puławy geschickt, um dort im örtlichen Sägewerk ein weiteres Außenlager von Majdanek zu errichten. Obwohl das Sägewerk wegen der Ausbeutung der Zwangsarbeiter gewinnbringend funktionierte, wurden die Inhaftierten wie in anderen Lagern des Majdanek-Komplexes am 3. November 1943 im Rahmen der „Aktion Erntefest“ ermordet. Ende 1944 wurde Hantke in das KZ Stutthof versetzt.

## Nachkriegszeit
Nach Kriegsende wurde Hantke von den Kanadiern zunächst im Internierungslager Neuengamme inhaftiert und kam anschließend nach Belgien und England, wo er in der Landwirtschaft arbeitete. Im Mai 1948 wurde er nach Deutschland entlassen und arbeitete bis Mitte 1954 in mehreren Anstellungen, wurde aber immer wieder arbeitslos. Er wohnte in Duisburg und arbeitete als Kontrolleur und Materialprüfer bei Rheinstahl. Am 25. Januar 1961 wurde er verhaftet und im September 1967 aus der Untersuchungshaft entlassen. Bis zur Hauptverhandlung arbeitete als Hilfsarbeiter im Stahl- und Metallbau. Seine frühere Nebentätigkeit als Vertreter für die Allianz-Versicherung nahm er nicht wieder auf. Am 5. Dezember 1973 wurden Hantke und sein Mitangeklagter Georg Michalsen in Hamburg wegen des Mordes an Tausenden Juden während der Liquidation des Warschauer Ghettos vor Gericht gestellt. Sie wurden ebenfalls beschuldigt, 300.000 Juden in Treblinka in den Tod geschickt zu haben. Hantke wurde für schuldig befunden, vier Juden zwischen 1942 und 1943 getötet zu haben und am 25. Juli 1974 zu lebenslanger Haft verurteilt. Er verbüßte seine Haftstrafe in der Justizvollzugsanstalt Bochum und seit 25. Februar 1976 in Münster. Am 18. November 1986  ist Hantke gestorben.